# Sinotmethis
Sinotmethis is een geslacht van rechtvleugeligen uit de familie Pamphagidae. De wetenschappelijke naam van dit geslacht is voor het eerst geldig gepubliceerd in 1959 door Bey-Bienko.

## Soorten
Het geslacht Sinotmethis omvat de volgende soorten:
- Sinotmethis amicus Bey-Bienko, 1959
- Sinotmethis brachypennis Xi & Zheng, 1993
- Sinotmethis brachypterus Zheng & Xi, 1985
- Sinotmethis yabraiensis Xi & Zheng, 1993